# 內文維爾 (愛荷華州)
內文維爾（英語：Nevinville）是位於美國愛荷華州亞當斯縣的一個非建制地區。該地的面積和人口皆未知。

## 地理
內文維爾所處的海拔為高於海平面401米（即1316英呎），而該地所採用的時區為UTC-6，即北美中部時區（CST）。同時該地設有夏令時間，為UTC-6調快一小時，即UTC-5（CDT）。